# Epifanía

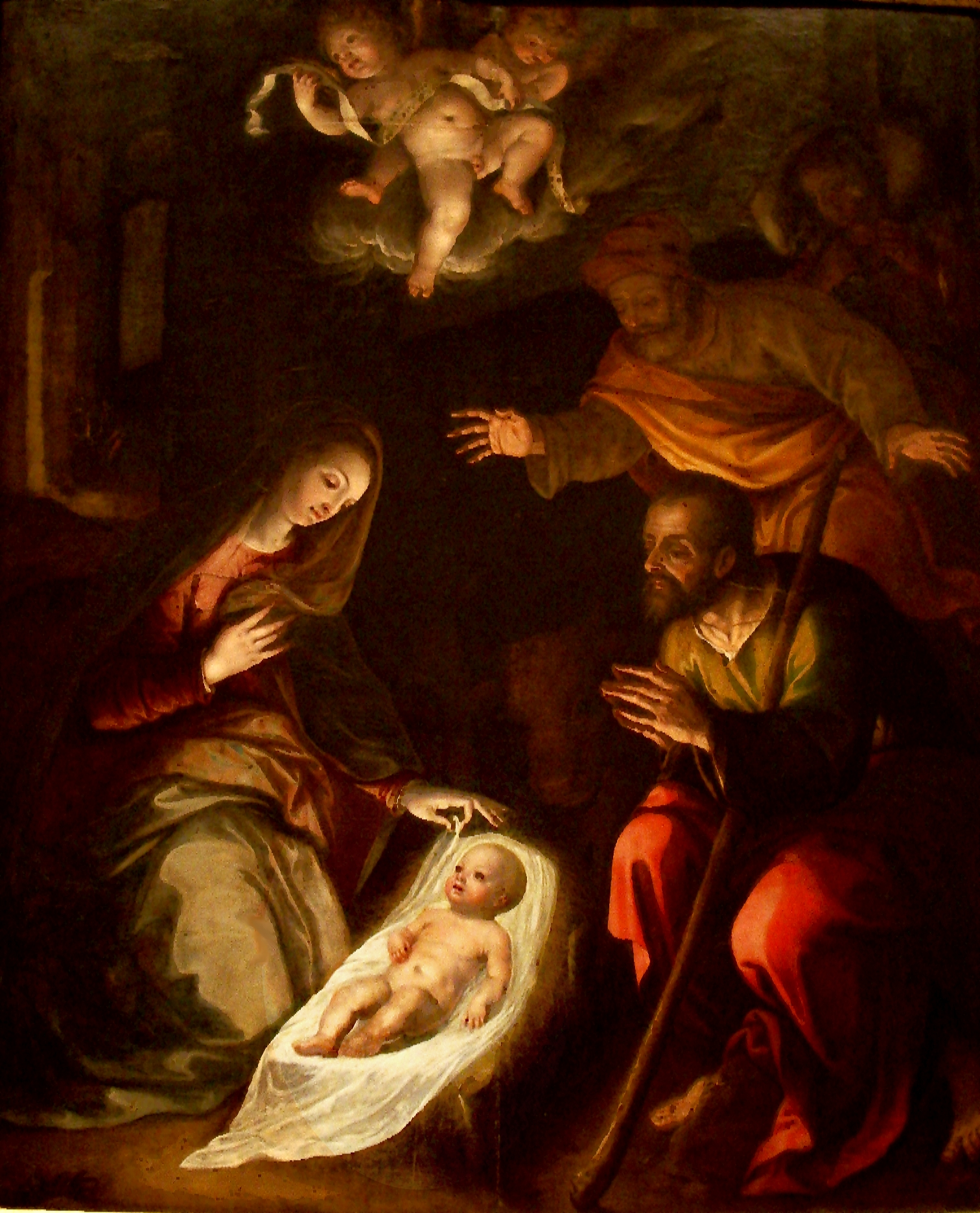
Epifanía (hacia 1589), de Roland de Mois.

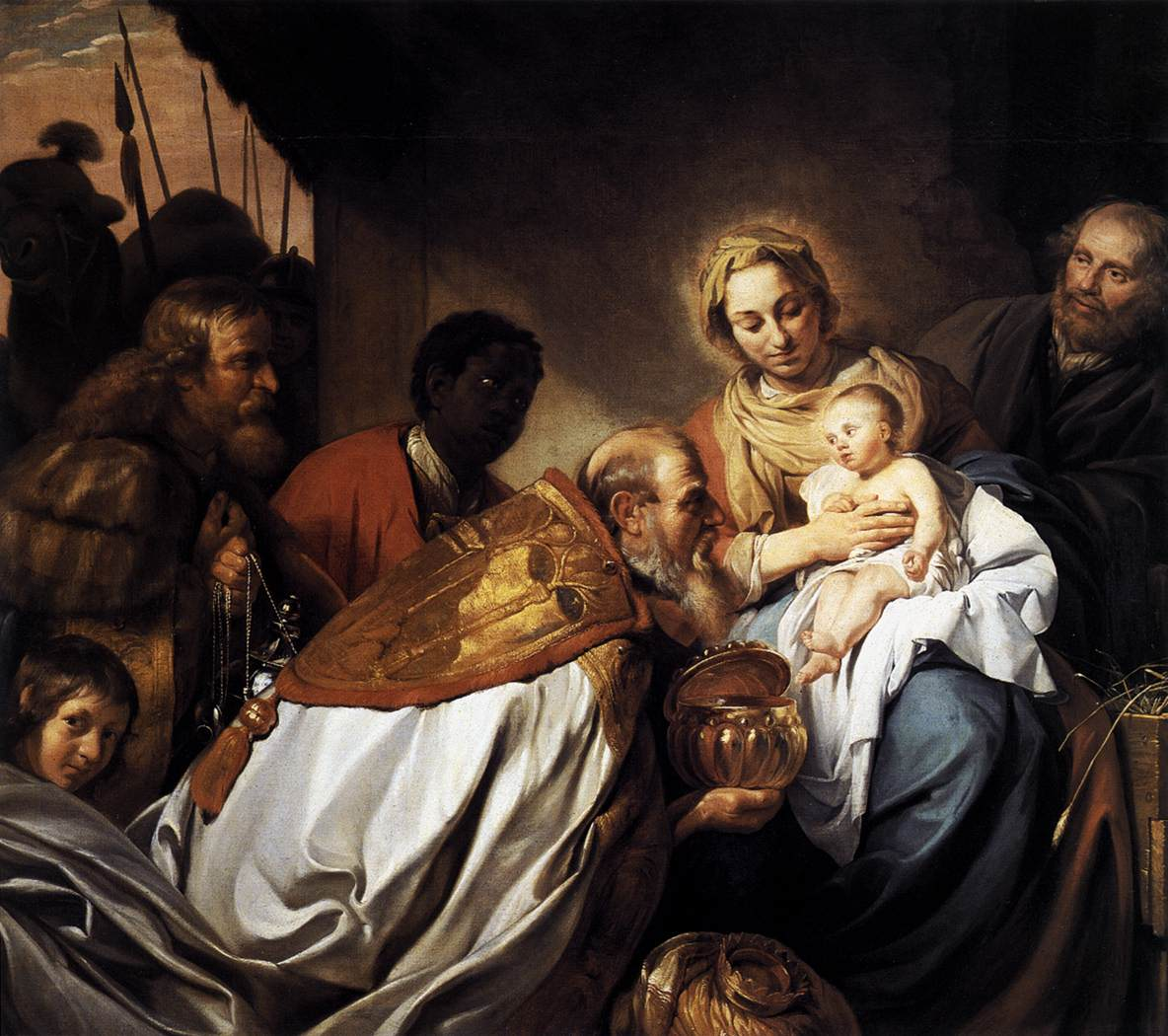
La adoración de los magos (1674), óleo sobre lienzo de Jan de Bray. Museo Histórico de Bamberg.

La epifanía (por etimología, del griego επιφάνεια que significa 'manifestación') es un acontecimiento religioso. Para muchas culturas las epifanías corresponden a revelaciones o apariciones en donde los profetas, chamanes, médicos brujos, oráculos o astrólogos interpretaban visiones más allá de este mundo.
Es también una fiesta cristiana en la que Jesús toma una presencia humana en la tierra, es decir, Jesús se «da a conocer».

## Introducción

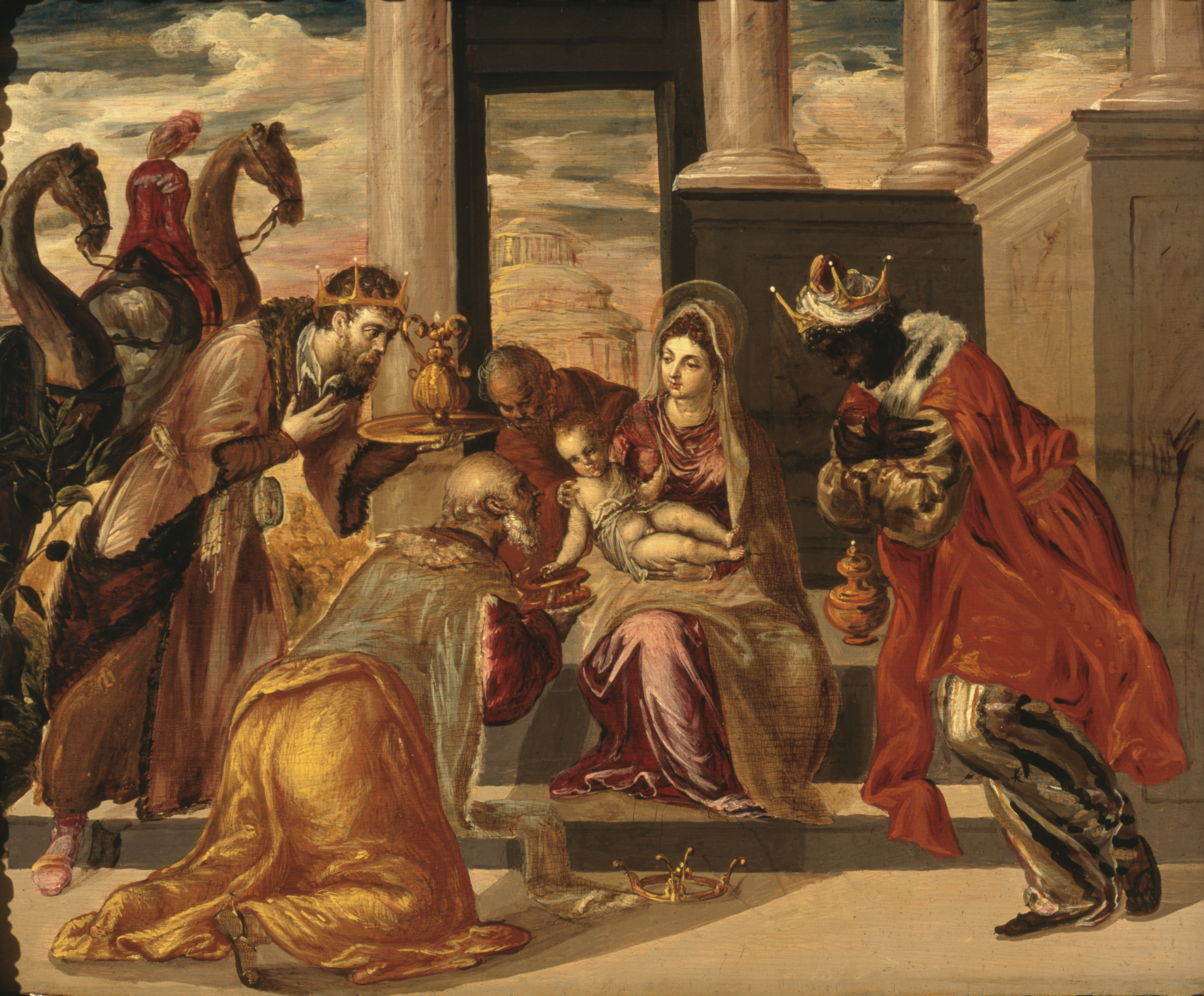
Adoración de los magos por el Greco, 1568.

El término epifanía puede entenderse, según Giacomo Cannobio, en la Biblia de los Setenta, como una traducción del concepto de la «gloria de Dios», que indica las huellas de su paso o, para simplificar, su presencia.
En el Nuevo Testamento, en las cartas paulinas tardías, se refiere a la entrada de Cristo en el mundo, presentada como la del emperador que viene a tomar posesión de su reino (en latín adventus, de ahí el tiempo de Adviento como preparación a la Navidad). A partir de este significado, el término se usó en Oriente para indicar la manifestación de Cristo en la carne y a continuación, a partir del siglo IX, para designar la fiesta de la revelación de Jesús al mundo pagano. Esta es la fiesta que se sigue celebrando el día 6 de enero.
En la narración de la Biblia, Jesús se dio a conocer a diferentes personas y en diferentes momentos. Pero el mundo cristiano celebra como epifanías tres eventos, a saber:
- La epifanía ante los magos de Oriente (tal y como se relata en Mateo  2, 1-12[3]), que es la celebración tradicional del 6 de enero (o domingo entre el 2 y el 8 de enero).
- La epifanía a San Juan Bautista en el río Jordán, que se celebra el domingo siguiente (oscilando entre el 9 y el 13 de enero o el lunes oscilando entre el 8 y el 9 de enero, si la Epifanía tiene lugar el 7 o el 8 de enero).
- La epifanía a sus discípulos y comienzo de su vida pública con el milagro en Caná en el que inicia su actuación pública, que se conmemora dos domingos después, el II del Tiempo Ordinario, o entre el lunes y el sábado, siendo 6 de enero.

En realidad la fiesta de epifanía que más se celebra es la que corresponde al día 6 de enero de cada año en la que los tres magos, según la tradición (en las traducciones de Biblias protestantes, y ya actualmente en las últimas traducciones de las Biblias católicas, elaboradas en colaboración ecuménica e interconfesional, se menciona el adjetivo «sabios»)[cita requerida] denominados Gaspar, Melchor y Baltasar, que aparecen del oriente para adorar la primera manifestación de Jesucristo como niño, ofreciendo tres regalos: oro, incienso y mirra (simbolizando cada uno de estos tres regalos: la majestad, la sacralidad y la perpetuación ante la muerte). En realidad, la Biblia no habla del número de los magos, o sabios, ni tampoco de sus nombres. Ha sido la tradición posterior la que ha identificado su número y nombres. Los restos de los magos, según la tradición católica, descansarían en la Catedral de Colonia en Alemania.
La fecha de 6 de enero coincide en algunos casos con la celebración de Navidad de algunas iglesias orientales, como la Iglesia armenia, ya que estas aún siguen el calendario juliano) en sus calendarios litúrgicos.

## Orígenes
La Epifanía es una de las fiestas litúrgicas cristianas más antiguas, instituida a finales del siglo III y a lo largo del IV en las distintas iglesias orientales. Ya desde mucho antes se venían celebrando en esa fecha otras festividades del mismo nombre por parte de varios cultos paganos, como ocurría en Grecia el 6 de enero en honor de Dioniso y en Alejandría (Egipto, de donde posiblemente procedía) en la noche del 5 al 6 de enero para conmemorar el nacimiento de Aion o Eón, hecho relatado por el autor cristiano Epifanio en el siglo IV.
En el siglo XV existía en Florencia la Compagnia dei Magi o Compagnia della Stella, una de las congregaciones más importantes de la ciudad, protegida por los Médici, que tenían una particular devoción por los magos (les dedicaron la Cappella dei Magi en su palacio –con frescos de Benozzo Gozzoli– y la Adoración de los magos de Fra Angélico en la capilla de Cosme el Viejo en el convento de San Marcos). Esta hermandad imitaba cada tres años (desde 1447 cada cinco) el viaje de los Reyes Magos por las calles de Florencia, uno de los festejos más suntuosos de la ciudad toscana.

## Día de los Reyes Magos
En algunos países este día es tradicional hacer regalos a los niños conmemorando los presentes que los magos llevaron al Niño Jesús, según cuenta el Evangelio de Mateo. Este evangelio menciona que unos magos siguieron una brillante estrella para adorar y llevar regalos al Niño Jesús.
Según la tradición, Melchor, Gaspar y Baltasar (según ciertas creencias representan a Europa, Asia y África, respectivamente) llegaron en un caballo, en un camello y un elefante (o en tres camellos dependiendo del país) trayendo consigo oro, incienso y mirra.

## Costumbres por región

### España

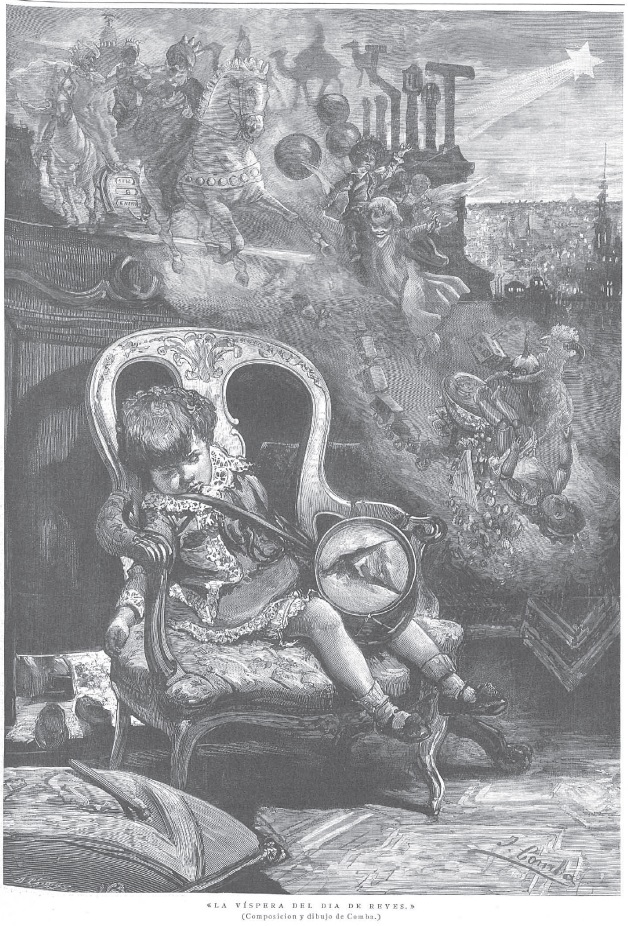
Alegoría de la llegada de los Reyes (1885) por Juan Comba García

En España, la tradición es que los niños escriban una carta a los magos y se envíe días antes de la Epifanía. En este día, popularmente conocido como Noche de Reyes (de la noche del 5 de enero al día 6 de enero), se consume el deseado roscón de Reyes que contiene un haba. Desde antiguo (esta tradición puede remontarse a la época romana), el que la encontraba era el rey de la reunión (léase El carnaval, de Caro Baroja). En la actualidad, el imperio de las casas comerciales ha impuesto que una sorpresa en forma de figurilla corresponda al coronado, castigando al que recibe el haba a pagar el roscón.
En muchos lugares es también tradición dejarles algo de comer y beber (normalmente algún licor o vino, y dulces) a los Reyes Magos y a sus camellos. Los platos al día siguiente aparecen vacíos, y en su lugar están los regalos.
El día anterior se realiza una cabalgata de Reyes Magos en diferentes lugares y ciudades de España, donde aparecen los magos con los regalos que durante esa noche ofrecerán a los niños.
Antes de irse a dormir, se coloca un zapato de cada persona de la casa en fila, y los Reyes ponen los regalos de cada uno junto al zapato correspondiente.

### Hispanoamérica
En Costa Rica el 25 de diciembre se pone el niño Jesús en el pesebre y se les acercan los Reyes Magos simulando que ya han llegado a dejar sus ofrendas. El 6 de enero, día de la Epifanía, se ponen los Reyes yendo para atrás como si ya estuviesen partiendo. Tradicionalmente, el día 5 de febrero se quitan los pesebres hasta el próximo año.
Se dice que el fundador de Lima (Perú), Francisco Pizarro, impuso a la naciente capital el mágico nombre de Ciudad de los Reyes porque coincidió con la fecha en que los Reyes Magos se encaminaron a Belén, al igual que el gobernador y sus compañeros andaban buscando en los arenales entre Lima y Pachacámac el lugar más adecuado para establecer la nueva capital. Sea esta historia cierta o no, lo real es que cada 4 de enero tres policías montados y vestidos como los magos de Oriente cabalgan por el centro de la ciudad llevando tres ofrendas que depositarán en el nacimiento (belén) que hace la municipalidad al lado de su local institucional. La costumbre en Perú de la celebración de los Reyes Magos ha caído, no obstante, en desuso, cambiándose por otra. En el interior de dicho país y en algunas zonas de Lima, se acostumbra celebrar la Bajada de Reyes el mismo día. Consiste en una pequeña celebración mientras el nacimiento es desmontado y guardado para la próxima Navidad. Algunas personas festejan con vecinos y familiares, e incluso algunas instituciones privadas han adoptado esta celebración.
En casi toda la región, en la noche del 5 de enero, los pequeños ponen una carta para los tres Reyes Magos dentro de sus zapatos debajo del árbol de Navidad antes de irse a dormir, y de esta forma hacen saber a los Reyes Magos cuántos niños viven en esa casa. En Puerto Rico, la República Dominicana, Paraguay, Argentina y Uruguay, en la víspera de Reyes, los niños cortan grama fresca y la ponen en una caja de zapatos junto con agua para que los camellos de los tres Reyes Magos tengan alimento a lo largo de su travesía. Al igual que en España, al día siguiente la comida y la bebida han desaparecido, y en su lugar aparecen los regalos.
Aunque muchas familias dan regalos a sus hijos en Navidad, el día de Reyes sigue siendo una de las más importantes tradiciones.
El ritual empieza en la tarde o a la hora de cenar. La familia comparte una deliciosa rosca, el pan está hecho con flor de naranja y mantequilla, decorado con frutas cristalizadas (rosca de Reyes en México, Argentina y Uruguay).
En México y Guatemala, dentro de la rosca se encuentra una o varias figuras pequeñas en forma de niño que representa al niño Jesús. Quien encuentre el niño Jesús en su corte de la rosca, debe preparar una fiesta el 2 de febrero, día de la Candelaria, ofreciendo tamales y atole. En ese día se presenta al niño Dios del nacimiento al templo en una canasta adornada con velas.
En Chile no se celebra el día de Reyes, a ese día se le conoce como Pascua de los Negros, debido a que en la época de la colonia se les daba a los esclavos ese día libre. Hoy el día de la Epifanía en Chile es considerado como el final de la Navidad, y las personas guardan el árbol de Navidad y los adornos. Sin embargo, la principal celebración de la Epifanía (y la más concurrida del país) es la fiesta del Niño Dios de Sotaquí, una tradicional fiesta religiosa que cuenta con la presencia de miles de fieles y que tiene una duración de cuatro días, siendo el día 6 el más importante, donde se realiza una procesión con numerosas cofradías de bailes religiosos en el pequeño poblado de Sotaquí.
En Colombia, en la ciudad de Baranoa, Atlántico, cada Fiesta de Reyes se realiza una escenificación de la epifanía de los Reyes Magos y su travesía hasta llegar a Belén a adorar a Jesús, esta es llamada la Loa de los Santos Reyes Magos y es una tradición centenaria que cuenta con más de 145 años de celebración ininterrumpidos, una obra de teatro que ha sido declarada Patrimonio Cultural del departamento del Atlántico y cursa un proyecto de ley en el Congreso de Colombia para declararla Patrimonio Cultural de la Nación.
En Venezuela, se acostumbra mayormente que los niños pidan un regalo a los Reyes (la mayoría de las veces de una naturaleza más humilde que los regalos que se le piden a San Nicolás o al Niño Jesús en Navidad, es decir, menos costosos) con una carta colocada junto a un par de zapatos (o cualquier tipo de calzado) la noche del 5 de enero, con los regalos apareciendo a la mañana siguiente junto al calzado en lugar de la carta. La fecha además es vista simbólicamente cómo el fin de la temporada navideña, ya que la temporada escolar y laboral se reanuda la semana del 10 de enero, por lo que una vez llegado el día 7, se retiran las decoraciones y se da por concluida la época de fiestas.

## Iconografía
La epifanía ha sido representada multitud de veces en el arte, habitualmente bajo la denominación Adoración de los magos.

## Nota
Tradicionalmente la fiesta de la Epifanía se celebra el 6 de enero, pero diferentes conferencias episcopales celebran esta fiesta el segundo domingo de Navidad oscilando entre el 2 y el 6 de enero. Si Navidad cae lunes, Sagrada Familia el 31 de diciembre, la Solemnidad de Santa María, Madre de Dios el lunes, la Epifanía se celebra el 7 de enero, es decir, el 3.er domingo de Navidad. Si Navidad cae domingo y de igual manera la Solemnidad de Santa María, Madre de Dios, pasa a celebrarse el 3.er domingo de Navidad, es decir, el 8 de enero.